# Scutellera
Scutellera is een geslacht van wantsen uit de familie van de Scutelleridae (Pantserwantsen). Het geslacht werd voor het eerst wetenschappelijk beschreven door Lamarck in 1801.

## Soorten
Het genus bevat de volgende soorten:

- Scutellera fasciata (Panzer, 1797)
- Scutellera nepalensis (Westwood, 1837)
- Scutellera perplexa (Westwood, 1837)
- Scutellera punctatissima Palisot de Beauvois, 1805
- Scutellera spilogastra (Walker, 1867) Rédei & Tsai, 2022
- Scutellera splendida Montrouzier, 1855